# Albert Pintó

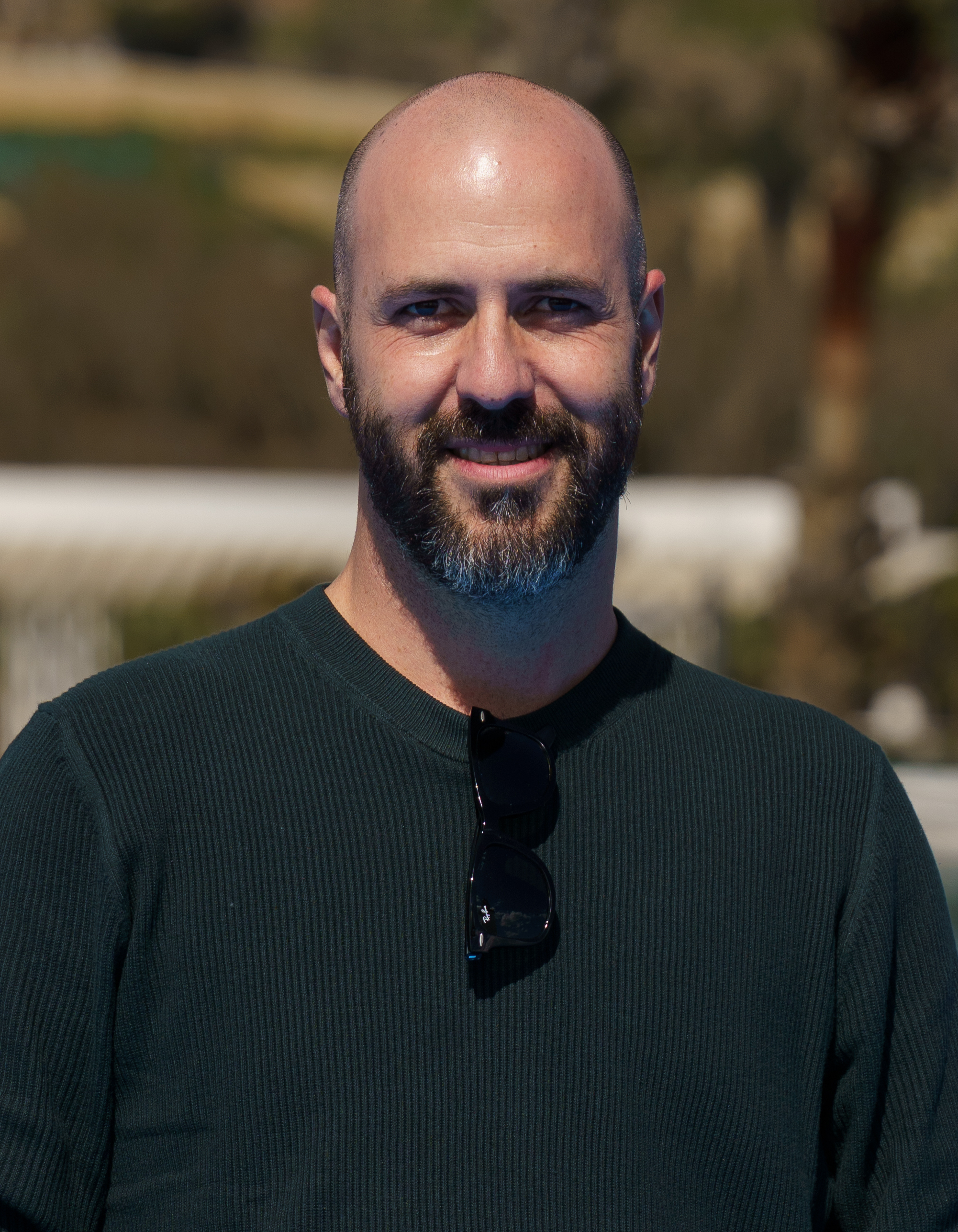
Albert Pintó (2025)

Albert Pintó Pérez (* 28. Oktober 1985 in Terrassa) ist ein spanischer Filmregisseur, Drehbuchautor und Filmproduzent.

## Leben
Albert Pintó wurde am 28. Oktober 1985 als Sohn eines katalanischen Vaters, Josep Pintó, und einer andalusischen Mutter, María del Carmen Pérez, geboren. Als einziger Sohn wuchs er in einer bescheidenen Lehrerfamilie im Szeneviertel Sant Pere Nord in Terrassa auf. Frühzeitig entdeckte er seine Leidenschaft für Film und Fernsehen und nahm 2004 an der Cinema and Audiovisual School of Catalonia ein Studium auf.
Seit 2013 fungiert er als Dozent an der ESCAC im Studiengang Master in Film Directing.

## Filmografie (Auswahl)
- 2008: Leaving New York (Kurzfilm)
- 2008: A Fully Loaded (Kurzfilm)
- 2010: Lucille (Kurzfilm)
- 2014: Nada S.A. (Kurzfilm)
- 2014: Aún hay tiempo (Kurzfilm)
- 2015: Lo siento cariño (Kurzfilm)
- 2015: Una historia de amor (Kurzfilm)
- 2017: Killing God – Liebe Deinen Nächsten
- 2017: RIP
- 2020: Malasana 32 – Haus des Bösen
- 2020: Asylum – Irre-phantastische Horror-Geschichten
- 2021: Haus des Geldes (Folge 5x07 Wunschdenken)
- 2021: Sky Rojo (3 Episoden)
- 2023: Nirgendwo
- 2023: Berlin (5 Episoden)